# Хехтел-Ексел
Хехтел-Ексел (на нидерландски: Hechtel-Eksel) е селище в Североизточна Белгия, окръг Маасейк на провинция Лимбург. Намира се на 30 km западно от град Маасейк. Населението му е около 11 500 души (2006).